# Sunny Mabrey
Sunny Mabrey (Gadsden, 28 novembre 1975) è un'attrice, modella e comica statunitense.
Dal 17 luglio 2005 al 25 luglio 2012 è stata sposata con l'attore Ethan Embry, per poi risposarsi nel giugno 2015 due anni dopo essersi riconciliati. Ha un figlio adottivo nato dal precedente matrimonio di Embry.

## Filmografia

### Cinema
- Un ragazzo tutto nuovo (The New Guy), regia di Ed Decter (2002)
- A Midsummer Night's Rave, regia di Gil Cates Jr. (2002)
- Species III, regia di Brad Turner (2004)
- xXx 2: The Next Level (xXx: State of the Union), regia di Lee Tamahori (2005)
- One Last Thing..., regia di Alex Steyermark (2005)
- Snakes on a Plane, regia di David R. Ellis (2006)
- San Saba, regia di Mike Greene (2008)
- Redirecting Eddie, regia di Laurence N. Kaldor (2008)
- Matrimonio tra amici (Not Since You), regia di Jeff Stephenson (2009)
- Repo, regia di Benjamin Gourley (2010)
- The Child, regia di Zsolt Bács (2012)
- Teacher of the Year, regia di Jason Strouse (2014)
- Beyond the Trek, regia di Ian Truitner (2016)
- Elegia americana (Hillbilly Elegy), regia di Ron Howard (2020)

### Televisione
- Angel – serie TV, episodio 3x12 (2002)
- Senza traccia (Without a Trace) - serie TV, episodio 6x08 (2007)
- Contatto finale (Final Approach), regia di Armand Mastroianni – film TV (2007)
- The Client List - Clienti speciali (The Client List) - serie TV, 4 episodi (2013)
- C'era una volta (Once Upon a Time) – serie TV, episodi 3x19-3x20 (2014)
- Il marito che non ho mai conosciuto (Escaping Dad) regia di Ross Kohn – film TV (2017)
- The Librarians – serie TV, episodio 4x02 (2017)
- Bellezza ossessiva (The Wrong Patient), regia di David I. Strasser (2018)
- Will Trent – serie TV, episodio 3x03 (2025)

## Doppiatrici italiane
Nelle versioni in italiano delle opere in cui ha recitato, Sunny Mabrey è stata doppiata da:
- Emanuela D'Amico in Matrimonio tra amici, The Closer, Bellezza ossessiva
- Claudia Razzi in C'era una volta, xXx 2: The Newt Level
- Giò Giò Rapattoni in CSI: Miami
- Micaela Incitti in The Client List - Clienti speciali
- Alessandra Korompay in Snakes on a Plane
- Rossella Acerbo in Species III
- Maria Letizia Scifoni in Angel
- Valentina Mari in Senza traccia
- Giovanna Gesualdo in Will Trent